# Mario (lik)
Mario je lik iz serije videoiger Super Mario Bros. podjetja Nintendo. Ustvaril ga je japonski oblikovalec iger Šigeru Mijamoto. Prvič se je pojavil v igri Donkey Kong leta 1981. Od takrat je izšlo okrog 200 iger, v katerih je nastopil, s skupno prodanimi več kot 250 milijoni izvodov iger (do 2011) je to najuspešnejša franšiza videoiger vseh časov. Danes je maskota firme igralnih konzol Nintendo.
Mario je opisan kot italijanski vodovodni inštalater, ki se bojuje proti Bowserju za svobodo princese Peach. Ima mlajšega brata Luigija, ki ga spremlja v večini iger, in domačo žival Yoshija, ki nastopa tudi v lastni franšizi.